# Aroideae (Schott)
Aroideae (Schott) (abreviado Aroideae) es un libro con ilustraciones y descripciones botánicas que fue escrito por el botánico y horticultor austriaco Heinrich Wilhelm Schott y publicado en Viena en seis fascículos en los años 1853 a 1857.

## Publicación
- Fascículo n.º 1,1853;
- Fascículo n.º 2, Jan-Jul 1855;
- Fascículo n.º 3, 1855;
- Fascículo n.º 4, 1856-1857;
- Fascículo n.º 5, 1856-1857;
- Fascículo n.º 6, 15 Aug 1857